# Циклон (навигационная система)
Цикло́н (гражданский вариант системы известен как «Цикада») — первая спутниковая система навигации в СССР, построенная на базе космического аппарата (КА) «Циклон» и КА «Залив» (Индекс ГУКОС — 11Ф617), в состав которой входили три аппаратных комплекса: «Цунами-АМ» на искусственных спутниках Земли, «Цунами-БМ» (P-790) на кораблях и «Цунами-ВМ» на береговых объектах.

## История
Первое поколение навигационных спутниковых систем в Советском Союзе разрабатывалось на базе Научно-исследовательского гидрографическо-штурманского института (НИГШИ) ВМФ.
Идея применения космических спутников в качестве основного элемента навигации появилась в 1956 году, предложение выдвинул старший научный сотрудник (по другим данным штурман) Фуфаев Вадим Алексеевич, его поддержали начальник отдела Леонид Иванович Гордеев и заместитель начальника Института известный штурман Бруно Иванович Цезаревич. Первенство идеи оспаривается — возможно, что идея родилась в Ленинграде в коллективе, возглавляемом профессором В. С. Шебшаевичем, в военно-воздушной инженерной академии им. А. Ф. Можайского в 1957 г. при исследовании возможностей применения радиоастрономических методов для самолётовождения.
Под руководством В. А. Фуфаева в НИГШИ была создана инициативная группа, которая занималась дальнометрическим определением координат. Вторым направлением стала тема угломерных определений координат под руководством Е. Ф. Суворова, третье направление — доплеровские определения координат, возглавлял В. П. Заколодяжный. В проекте принимали участие сотрудники НИИ-4 Министерства обороны. Предполагалось, что первыми «пользователями» спутниковой навигации будут корабли ВМФ СССР .
По теме «Спутник» в 1958—1959 годах также работали Институт теоретической астрономии АН СССР, Институт электромеханики АН СССР,  Горьковский НИРФИ,  множество институтов и вузов МО и АН СССР. В январе-марте 1958 года начались разработки аванпроектов системы. В НИИ-4 в течение года была проведена научно-исследовательская работа по разработке методов определения координат (эфемерид) по навигационным ИСЗ, вследствие чего в течение года Комитетом по делам изобретений и открытий при СМ СССР было выдано удостоверение о регистрации изобретения.
В 1961 году в среде разработчиков начали появляться противники создания спутниковой радионавигации. Они доказывали, что применение радиоастрономических методов позиционирования имеет большое применение для глобальной всепогодной помехоустойчивой навигации. Отчёты свидетельствуют, что на тот период не учитывалась возможность использования всего сектора орбиты ни в дальномерном методах, ни в доплеровском, реализованных в системе в последующем. Связано это с отсутствием вычислительной техники как таковой. Немаловажным фактором стало ограничение в финансировании или фактическая заморозка проектов по теме «Спутник» после успехов 1957—1961 годов. Привлечь к исследованиям этого вопроса ВМА и Пулковскую обсерваторию не удалось в силу недостатков, которые были частично решены только в начале 2000-х канадской фирмой NovAtel с помощью метода PPP и не признанного до конца геодезическим научным сообществом России.
В 1963 году в СССР стало известно о начале эксплуатации США спутниковой системы «Transit». 15 января 1964 года на правительственном уровне было принято решение о создании отечественной спутниковой системы.
Разработчиком навигационно-связного космического аппарата и ракеты-носителя стало ОКБ-10 (ныне АО «РЕШЕТНЁВ»), разработчиком бортовой и корабельной аппаратуры радиотелеграфной связи стал НИИ-695 (ныне Московский научно-исследовательский институт радиосвязи), разработчиком бортовой и корабельной навигационной угломерно-дальномерной аппаратуры, бортовой, наземной и корабельной аппаратуры системы синхронизации стал НИИ-195 (ныне Российский институт радионавигации и времени), разработчиком бортовой и корабельной доплеровской навигационной аппаратуры, а также бортовой и наземной командно-измерительной аппаратуры стал НИИ-885 (ныне АО «Российские космические системы»). В 1965 году головную роль в разработке и летных испытаниях комплекса «Циклон» поручили ОКБ-10.
На вооружение НИГШИ (НИИ-9 ВМФ) поступает ЭВМ «Урал», а позднее — «М-20», с их помощью были решены вопросы математического моделирования. В декабре 1966 года в формируется отдел «Методов и средств использования искусственных спутников Земли в навигации», состоящий из трёх лабораторий. В данный период большое внимания уделялось разработке и организации вычислений эфемеридного обеспечения. Так же была поставлена и решена задача оценки точности определения поправок к курсоуказанию ИСЗ, связанная с перебором значений с секундным шагом аргументов в пределах нескольких угловых минут и фильтрацией (выбором) минимальных значений. Был применён эскизный проект НИИ-695 разработки 1962 г. со сдвоенным режимом работы: режим с переносом информации и режим непосредственной ретрансляции, которые могли работать как с подводными лодками (ПЛ), так и с надводными судами при нахождении их в любой точке Мирового океана. Высота полета КА была около 800 км. Разработку КА осуществляло КБ прикладной механики г. Красноярска-26, главный конструктор — М. Ф. Решетнев. Разработку навигационного и командно-измерительного комплексов осуществляло НИИ «Радиоприбор» (бывший НИИ-885/РНИИ КП, ныне — ОАО РКС) (главный конструктор связной части системы — Н. Н. Несвит, судового комплекса — И. Х. Голдштейн).
Испытания корабельной аппаратуры были начаты в Балтийском море. Были предъявлены: доплеровская аппаратура «Штырь-Б»,  дальномерная аппаратура «Импульс-Б», угломерная аппаратура «Цезий», аппаратура синхронизации «Карбид-Б» и ЭВМ «Амулет». Первый спутник системы Космос-192 был запущен 23 ноября 1967 года. Председателем государственной комиссии по запуску был назначен начальник НИИ-9 ВМФ контр-адмирал Максюта Ю. И.. Первый сигнал был принят от КА «Циклон» № 1 («Космос-192») КПТРЛ (командно-программно-траекторной радиолинией) «База» или «Тамань-База», он же НИП-14, размещающийся в Щёлкове-7 27 ноября 1967 года, на третий день после запуска спутника «Космос-192». Для испытаний корабельной навигационной аппаратуры в Балтийском море был переоборудован ЭОС «Николай Зубов». В испытаниях приняли участие офицеры ВМФ Б. Г. Мордвинов, В. И. Губанов, Е. А. Конеченков и Ю. Н. Косков, а от НИГШИ - В. Н. Агафонов и Ю. Н. Семаков.
7 мая 1968 года с помощью ракеты-носителя Космос 11К63 с 1-го Государственного испытательного космодрома Министерства обороны Российской Федерации был выведен на орбиту Космос-220. В том же году в НИГШИ проводились работы по анализу средств обсервации с использованием системы «Циклон» под руководством Масленникова В. А., решались вопросы геодезической астрономии или астрономической ориентации — определения местоположения точек на Земле, в море или в космическом пространстве, что позволяло осуществить независимый контроль и/или уравнивание измерений по средствам азимутов Лапласа.
Весной 1969 года проведены лётно-конструкторские испытания — основная тема опытно-конструкторской разработки 9-го Института ВМФ, 17-го отдела. Переоборудованное экспериментально-опытовое судно «Николай Зубов» стояло на рейде в районе Балтийска. Со всем личным составом и техникой к судну были прикомандированы Радиодальномерная и гидрографическая партии с аппаратурой «Рым». Сверка координат производилась с геодезическим полигоном, в основу которого был положен расположенный к северо-востоку от Балтийска мыс Таран (Брюстерорт). Эталонные координаты поставлялись на каждый сеанс связи со спутником. Впервые подобные работы были проведены в 1910 году Н. Н. Матусевичем и О. Г. Дитц в период с 27 мая по 28 июля. Совместно, на транспорте «Описной», между маяком Богшер, на шхерных позициях ВМФ вблизи Мариенхамна, было осуществлено радиотелеграфное определение долгот на удалении в 70 км с ошибкой 0,03 часовых секунды.
Первые испытания на Чёрном море показали, что система не обеспечивает заданной точности определения местоположения. Ошибка составляла 3 км.
Развёртывание было системы начато в 1971 году, когда она была сдана в опытную эксплуатацию под названием «Залив». При этом для сбора данных комплексы «Цунами-М» были установлены на подводных лодках Б-36 и Б-73 Северного флота и Б-88 Тихоокеанского, на крейсере «Адмирал Сенявин», проходившем на тот момент модернизацию на «Дальзаводе» во Владивостоке и на плавбазе «Тобол».
В 1976 году система была принята на вооружение в составе шести космических аппаратов «Парус», обращавшихся на околополярных орбитах высотой 1000 км.

## Центр управления системой (ЦУС) и Научно-измерительный пункт (НИП)
Центр управления системой (ЦУС)  располагался в НИИ-4. Научно-измерительные пункты — в Щёлкове-7 (НИП-14) и в селе Галёнки (Приморского края (НИП-15)).

## Особенности
Проект «Циклон» являлся первым в мире совмещённым навигационно-связным спутниковым комплексом. Система обеспечивала определение плановых координат местоположения и была оснащена бортовым ретранслятором для радиотелеграфной связи кораблей ВМФ и подводных лодок с береговыми пунктами управления и между собой.
Связь между абонентами осуществлялась как в зонах прямой радиовидимости, так и глобально, с задержкой по времени (2-3 часа) переноса спутником информации. Также дополнительно излучался радиосигнал на частоте 10 ГГц, который использовался для коррекции корабельной системы указания курса.

## Точность позиционирования
Для нормального функционирования системы требуется поддержание на орбите группировки из 6 спутников «Парус». Аппаратура, используемая на этой серии спутников, позволяет определять координаты на плоскости с точностью до 80—100 метров.
Точность определения координат системой «Циклон» значительно уступает характеристикам более современных систем навигации GPS и ГЛОНАСС. В процессе эксплуатации системы выяснилось, что основной вклад в погрешность навигационных определений вносят погрешности передаваемых спутникам собственных эфемерид, которые рассчитываются и закладываются на борт КА средствами НКУ — наземного комплекса управления.

## Гражданский сегмент
В 1976 году был разработан гражданский вариант навигационной системы для нужд торгового морского флота, получивший название «Цикада».